# HMS Cumberland (57)
O HMS Cumberland foi um cruzador pesado operado pela Marinha Real Britânica e a quarta embarcação da Classe County. Sua construção começou em outubro de 1924 na Vickers-Armstrong e foi lançado ao mar em março de 1926, sendo comissionado na frota britânica em fevereiro de 1928. Era armado com uma bateria principal composta por oito canhões de 203 milímetros montados em quatro torres de artilharia duplas, tinha um deslocamento carregado de pouco mais de quinze mil toneladas e alcançava uma velocidade máxima de 31 nós (58 quilômetros por hora).
O Cumberland passou quase todo seu serviço durante os anos de paz atuando na região do Sudeste Asiático, retornando para casa apenas em 1935 para passar por modernizações. A Segunda Guerra Mundial começou em 1939 e o navio foi inicialmente colocado para patrulhar o Oceano Atlântico em busca de navios corsários alemães e também para a escolta de comboios. Participou em setembro de 1940 da Batalha de Dacar, quando foi levemente danificado por um disparo inimigo. Depois disso retomou suas funções de buscas por corsários perto do litoral da América do Sul.
O cruzador foi transferido para a Frota Doméstica no início de 1941 e passou os anos seguintes atuando na escolta de Comboios do Ártico até a União Soviética. O Cumberland foi enviado em março de 1944 para a Frota Oriental no Oceano Índico, participando de várias operações como uma incursão contra Sabang e ataques de porta-aviões contra alvos na Sumatra e nas Ilhas Nicobar. Após o fim da guerra se envolveu na ocupação das Índias Orientais Neerlandesas e depois foi convertido em um navio de testes, sendo tirado de serviço em 1958 e depois desmontado.